# Michele Randazzo
Michele Randazzo (Mussomeli, 3 dicembre 1936 – Maiorca, 21 giugno 1998) è stato un giornalista e politico italiano.

## Biografia
È stato nel 1968 cofondatore e dirigente di Avanguardia operaia. Dal 1968 al 1974 è stato caporedattore dell'omonima rivista mensile, quindicinale e settimanale. 
È morto all'età di 61 anni il 21 giugno 1998.